# Jidášova dohoda

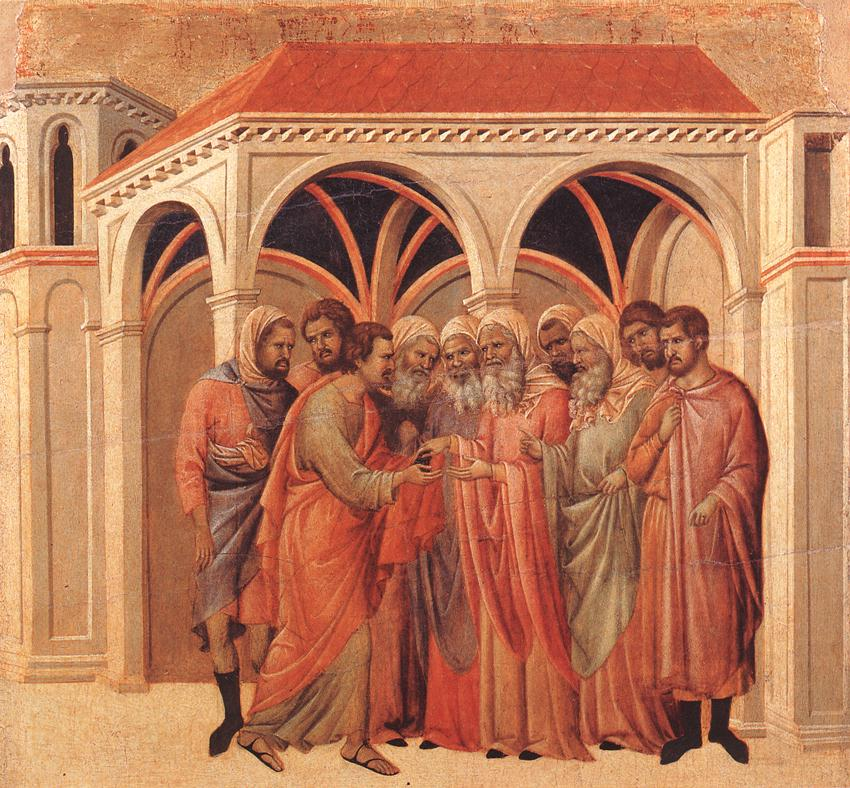
Jidáš při smlouvání s kněžími, Duccio di Buoninsegna, počátek 14. století

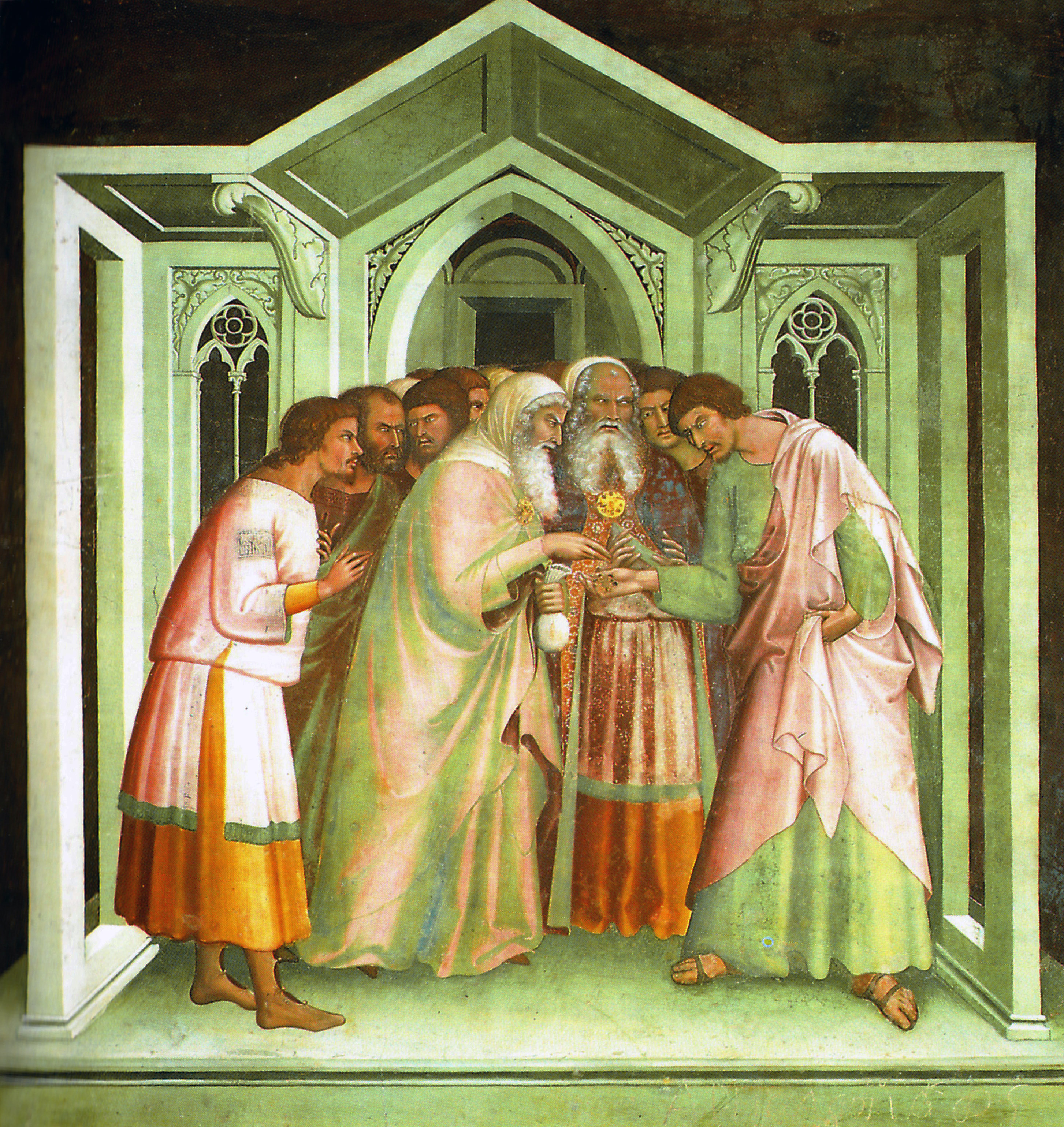
Jidášova smlouva, freska od Lippa Memmiho, 14. století

Jidášova dohoda je biblická epizoda spojená s Ježíšovým životem, která je zaznamenána ve všech třech synoptických evangeliích: Mt 26, 14–16 (Kral, ČEP), Mk 14, 10–11 (Kral, ČEP) a Lk 22, 1–6 (Kral, ČEP). Vypráví o tom, jak Jidáš Iškariotský uzavřel dohodu s židovskými velekněžími, aby zradil Ježíše.

## Biblické záznamy
Matoušovo evangelium uvádí, že Jidáš dostal třicet stříbrných: 
Tehdy šel jeden ze Dvanácti, jménem Jidáš Iškariotský, k velekněžím a řekl: „Co mi dáte? Já vám ho zradím.“ Oni mu určili třicet stříbrných. Od té chvíle hledal vhodnou příležitost, aby ho zradil.
Markovo a Lukášovo evangelium se o ceně nezmiňují. Lukášovo evangelium uvádí, že do Jidáše vstoupil Satan, aby ho přiměl k obchodu: 
Blížil se svátek nekvašených chlebů, Velikonoce. Velekněží a zákoníci přemýšleli, jak by ho zahubili; báli se však lidu. Tu vstoupil satan do Jidáše, nazývaného Iškariotský, který byl z počtu Dvanácti. Odešel, aby se domluvil s velekněžími a veliteli stráže, že jim ho zradí. Oni se zaradovali a dohodli se, že mu dají peníze. Jidáš s tím souhlasil a hledal vhodnou příležitost, aby jim ho vydal, až při tom nebude zástup.

## Analýza
Slovo, které je v moderních překladech, jako je Good News Translation a New International Version, překládáno jako „vypočetli“ (řecky εστησαν, estēsan), se v Ženevské bibli objevuje jako „určili mu“, v Bibli krále Jakuba jako „uzavřeli s ním smlouvu“, v American Standard Version jako „zvážili“ a v překladu J. B. Phillipse z roku 1960 jako „vyrovnali se s ním“. Prorocký text Zachariáše – Zach 11, 12 (Kral, ČEP) ve většině českých překladů používá slovo „odvážili“: 
Řekl jsem tedy: „Pokládáte-li to za dobré, vyplaťte mi mzdu; ne-li, nechte být.“ Tu mi odvážili jako mzdu třicet šekelů stříbra.
V Novém zákoně je Ježíš později zrazen při události Jidášova polibku. Jidášova dohoda je považována za jednu ze sedmi klíčových epizod, které se vztahují k událostem týdne Ježíšova ukřižování.